# NGC 6871
NGC 6871 est un amas ouvert situé dans la constellation du Cygne. Il a été découvert par l'astronome germano-britannique William Herschel en 1783.
La taille apparente de l'amas est de  30 minutes d'arc, ce qui, compte tenu de la distance égale à 1 741 ± 69 pc (∼5 680 al) et grâce à un calcul simple, équivaut à une taille réelle de 50 ± 2 al.
Selon la classification des amas ouverts de Robert Trumpler, cet amas renferme moins de 50 étoiles (lettre p),, dont la concentration est faible (IV), ou moyenne (II) selon le site Lynga et dont les magnitudes se répartissent sur un intervalle moyen (le chiffre 2),,. Le site Lynga indique que l'amas renferme 15 étoiles.

## Observation
Avec une magnitude visuelle de 5,2, l'amas est à peine visible à l'œil nu, mais on peut facilement l'observer avec des jumelles.

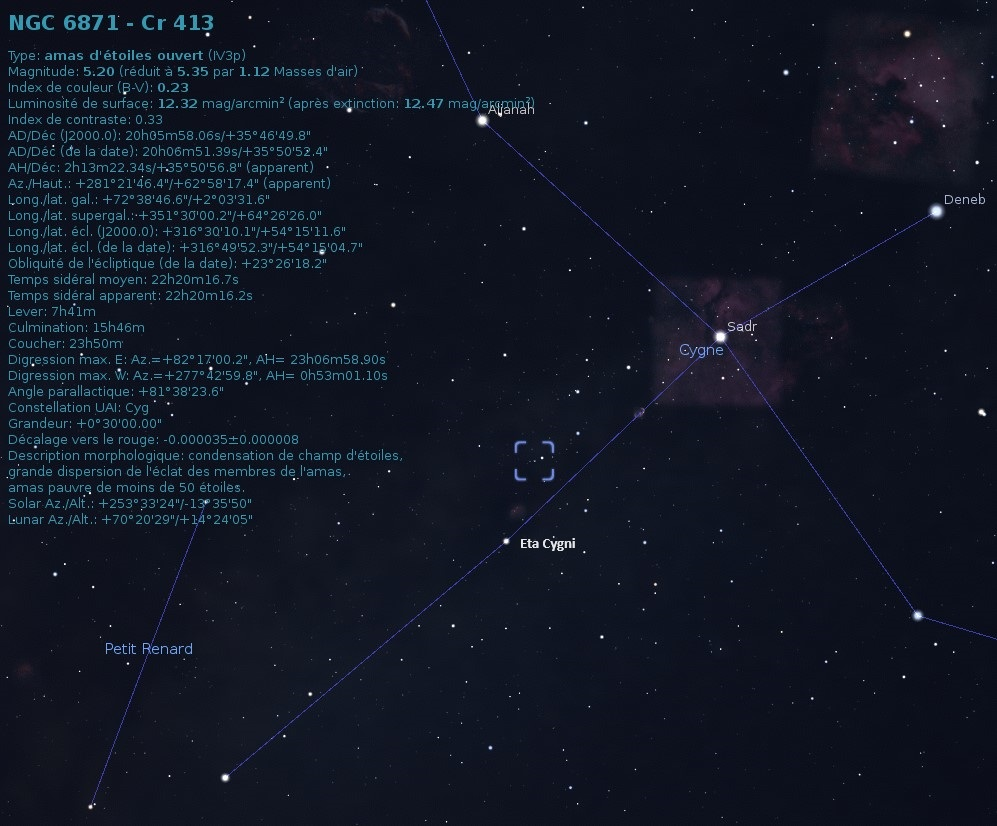
Emplacement de NGC 6871 dans la constellation du Cygne.

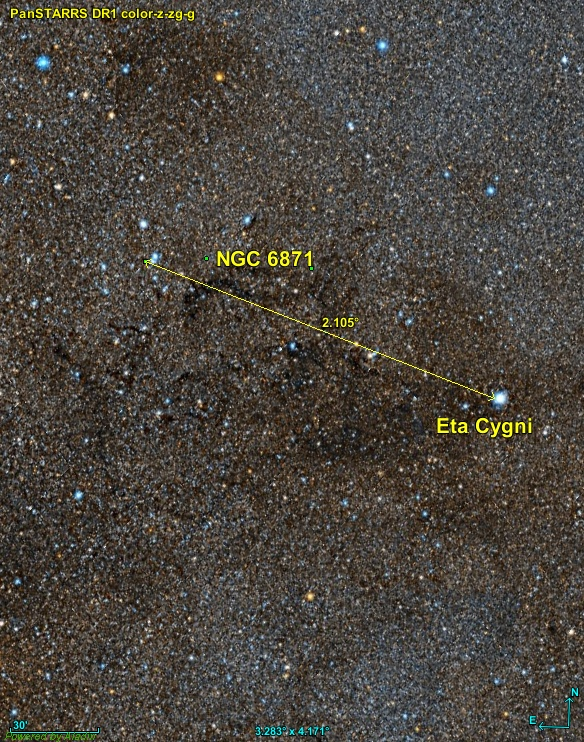
Position de NGC 6871 par rapport à l'étoile Eta Cygni.

NGC 6871 est à environ 2,1° au nord-est de d'Eta Cygni.

## Caractéristiques

### Distance et vitesse
Cinq valeurs de la distance sont indiquées sur la base de données Simbad : 1 720,0 pc3, 1 616 pc, 1 741 ± 69 pc (∼5 680 al), 1 791 pc et  1 574 pc. Les deux valeurs provenant des mesures de la parallaxe par le satellite Gaia sont très semblables,, d'où la valeur indiquée dans l'encadré à droite.
La vitesse de cet amas est mal connue, car quatre valeurs inconsistantes indiquées sur la base de données Simbad : 14,64 ± 14,93 km/s, −10,50 ± 2,23 km/s, 4,38 ± 6,84 km/s et −10,5 ± 2,2 km/s.

### Métallicité
Simbad rapporte une seule valeur de la métallicité égale à 0,104. Cela signifie que le pourcentage d'éléments lourds (plus lourd que l'hydrogène et l'hélium) de cet amas est de 127% (10+0,104) de celui du Soleil.

## Étoiles

### Les dix principales étoiles

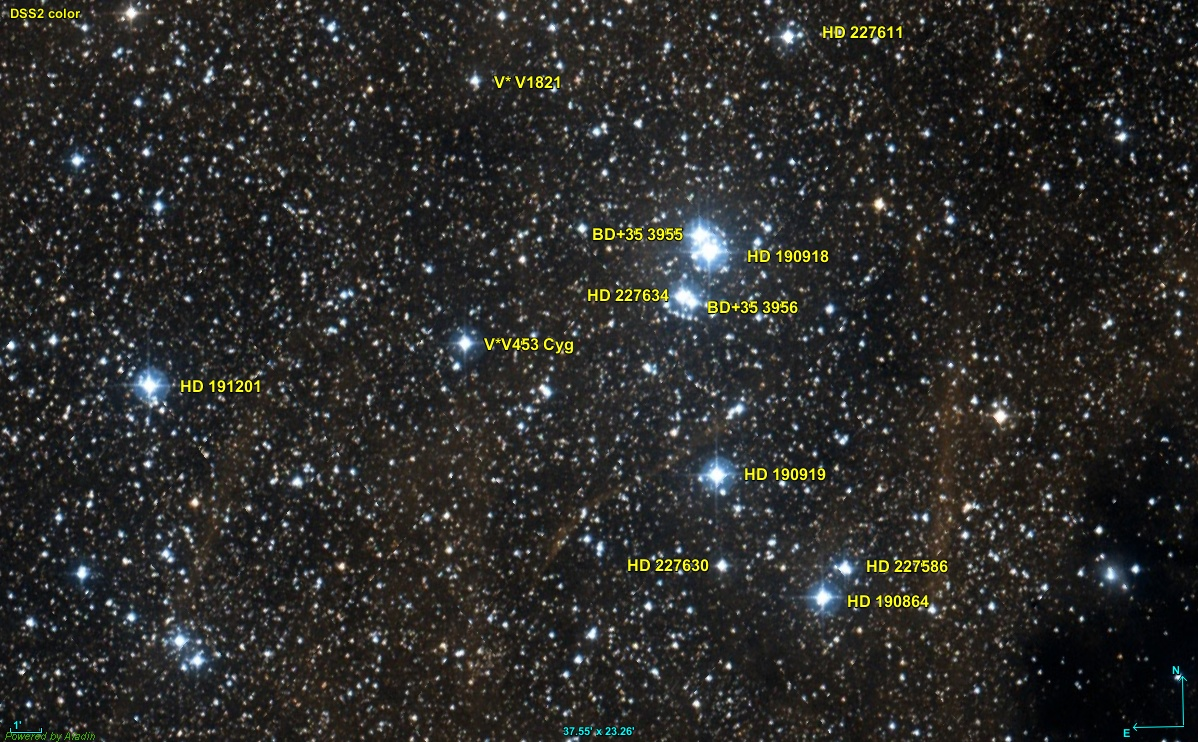
Les dix étoiles les plus brillantes dans le champ de vision de NGC 6871.

Le logiciel Aladin du Centre de données astronomiques de Strasbourg permet d'identifier les étoiles les plus brillantes dans le voisinage de NGC 6871. Ces étoiles sont aussi répertoriées sur la base de données Simbad qui les désigne également comme NGC 6871 X, X allant de 1 à 10. Le tableau suivant résume les principales propriétés de ces étoiles.
| Num | Nom          | Mag visuel | parallaxe        | V (km/s) | Type      | Remarque             |
| --- | ------------ | ---------- | ---------------- | -------- | --------- | -------------------- |
| 1   | HD 190918    | 6,75       | 0,538 ± 0,223    | 0,00     | WN5+09I C | Wolf-Rayet           |
| 2   | HD 190919    | 7,29       | 0,4817 ± 0,0171  | -10,00   | B0.71b    |                      |
| 3   | BD+35 3955   | 7,38       | 0,5499 ± 0,0172  | -2,30    | B0.7Iab   | Supergéante bleue    |
| 4   | HD 190864    | 7,78       | 0,5264 ± 0,018   | -2,50    | O6.5III   | Ligne d'émission     |
| 5   | HD 227637    | 7,92       | 0,5204 ± 0,0181  | -37,00   | B0.2II    |                      |
| 6   | HD 227611    | 8,80       | 0,5535 ± 0,143   | -24,00   | B1:III/Ve | Étoile Be            |
| 7   | HD 227586    | 8,86       | 0,4904 ± 0,0391  | ?        | B0.rIVp   |                      |
| 8   | BD+35 3956   | 8,86       | 0,5459 ± 0,0205  | -8,0     | B0.5Vne   |                      |
| 9   | HD 227630    | 9,54       | 12,1387 ± 0,0104 | ?        | K5 E      |                      |
| 10  | V* V1821 Cyg | 10,22      | 1,6485 ± 0,0245  | -19,09   | A5p D     | Variable Delta Scuti |

Comme on peut le constater en examinant la parallaxe des étoiles (une mesure de leur distance), surtout des deux dernières entrées du tableau, ces étoiles ne font pas nécessairement partie de l'amas. Elles sont simplement dans la même ligne de visé. Déterminer l'appartenance d'une étoile à un amas ouvert n'est pas une tâche simple. Il faut qu'elle soit à peu près à la même distance de nous, mais ce n'est pas suffisant, car il est possible qu'une étoile rencontre cette condition tout en ne faisant pas partie des étoiles nées à la même époque et liées par la gravité. Il se peut en effet que ce soit une étoile fugitive expulsée d'un autre système  et qui ne posséde pas les caractéristiques dynamiques de l'amas.
Simbad montre aussi un bouton nommé Children. En cliquant sur ce bouton, on atteint une section de cette base de données qui renferme un tableau contenant 771 entrées pour NGC 6871. Cependant, des étoiles (les Children) peuvent apparaître plusieurs fois dans la deuxième colonne du tableau, d'où le nombre de liens bibliographiques qui est supérieure au nombre d'étoiles. La quatrième colonne de ce tableau indique la probabilité que l'étoile appartienne à l'amas. En cliquant sur le titre de cette colonne, on peut classer la probabilité par ordre croissant ou décroissant. En cliquant sur la désignation de l'étoile, on atteint la page de Simbad qui résume ses propriétés.

### Étoiles intéressantes

#### V453 Cyg
L'une des étoiles de l'amas qui a retenu l'attention des astronomes est une binaire à éclipses. Il s'agit de V453 Cyg, dont la distance se situe entre 1 518 ± 89 pc (∼4 950 al) et 1 900 ± 73 pc (∼6 200 al). Les étoiles de ce système sont toutes deux massives est passablement grosses : 14,36 ± 0,20 {\displaystyle M_{\odot }} et 11,13 ± 0,13 {\displaystyle M_{\odot }}, 8,55 ± 0,06 {\displaystyle R_{\odot }} et 5,49 ± 0,06 {\displaystyle M_{\odot }}. Leur gravité de surface de 3,731 ± 0,012g et 3,731 ± 0,012g indique que ces étoiles atteignent la fin de leur vie sur la séquence principale. Selon les abondances d'hélium et la métallicité de ces étoiles, on a estimé leur âge à 10,0 ± 0,2 millions d'années.

#### Cygnus X-1
À partir de sa découverte en 1964, on s'est demandé si le système binaire Cygnus X-1 était un membre de de NGC 6871. Dans, un article paru en 2005, on affirmait même la question de l'appartenance de Cygnus X-1 à l'association stellaire Cyg OB3 située dans l'amas avait été défénitivement démontré par un article publié en 2003 par Mirabel & Rodriguez.
Mais les récentes mesures de la parallaxe de Cygnus X-1 par le satellite Gaia le situe à une distance supérieure à environ 2 250 pc (∼7 340 al), soit à plus environ 500 pc (∼1 630 al) de NGC 6871, ce qui démontre assez clairement qu'il ne fait pas partie de l'amas.

#### Ttraînardes bleues
NGC 6871 renferme au moins deux étoiles traînardes bleues. L'une d'elles fait partie d'un système binaire

## De jeunes amas dans NGC 6871
Des groupes primordiaux d'amas ouvert ont été découverts dans NGC 6871. Les données du satellite Gaia ont confirmé la présence d'au moins six jeune amas ouvertd se formant dans NGC 6871. Les paramètres de ces nouveaux composants sont suffisants pour conclure qu'au moins six nouveaux amas sont en formation dans un seul nuage moléculaire géant. NGC 6871 semble se désintégrer et les membres des six groupes primordiaux semblent se disperser rapidement.
Simbad montre un bouton nommé Children. En cliquant sur ce bouton, on atteint une section de cette base de données qui renferme un tableau contenant 771 entrées, cependant des étoiles apparaissent à deux ou même plusieurs plusieurs repises sur le tableau.  Une colonne de ce tableau indique la probabilité que l'étoile appartienne à l'amas. Le titre de la colonne permet de classer la probabilité par ordre croissant ou décroissant. En cliquant sur la désignation de l'étoile, on atteint la page de Simbad qui résume ses propriétés.